# Kenneth Bowersox
Kenneth Dwane Bowersox (ur. 14 listopada 1956 w Portsmouth w Wirginii) – amerykański lotnik morski i astronauta.

## Życiorys
W 1974 ukończył szkołę w Bedford (Indiana), a w 1978 inżynierię lotniczą i kosmiczną na United States Naval Academy, w 1979 uzyskał dyplom z inżynierii mechanicznej na Uniwersytecie Kolumbia. W 1981 uzyskał licencję lotnika morskiego, służył m.in. na lotniskowcu USS Enterprice, w 1985 ukończył United States Air Force Test Pilot School w Edwards Air Force Base w Kalifornii. 5 czerwca 1987 został wybrany przez NASA kandydatem na astronautę, w sierpniu 1988 skończył szkolenie, podczas pierwszej misji na Międzynarodową Stację Kosmiczną był w zapasowej załodze. Uczestniczył w pięciu misjach kosmicznych.
Od 25 czerwca do 9 lipca 1992 był pilotem misji STS-50, trwającej 13 dni, 19 godzin i 30 minut. Prowadzono eksperymenty naukowe na pokładzie laboratorium Spacelab USML-1 (United States Microgravity Laboratory). Od 2 do 13 grudnia 1993 jako pilot brał udział w misji serwisowej STS-61 do Kosmicznego Teleskopu Hubble’a trwającej 10 dni, 19 godzin i 58 minut; czterej astronauci wykonali wówczas pięć spacerów kosmicznych. Od 20 października do 5 listopada 1995 był dowódcą misji STS-73 trwającej 15 dni, 21 godzin i 52 minuty; ponownie prowadzono wówczas eksperymenty naukowe na pokładzie laboratorium Spacelab USML-2 (United States Microgravity Laboratory). Od 11 do 21 lutego 1997 dowodził misją STS-82 do Kosmicznego Teleskopu Hubble’a trwającą 9 dni, 23 godziny i 37 minut. Zainstalowano wówczas dwa nowe instrumenty rozszerzające zakres długości fal rejestrowanych przez teleskop. Od 24 listopada 2002 do 4 maja 2003 brał udział w misji STS-113/Ekspedycja 6/Sojuz TMA-1 jako dowódca Międzynarodowej Stacji Kosmicznej; spędził wówczas w kosmosie 161 dni, godzinę i 14 minut. Wraz z Donaldem Pettitem wykonał dwa spacery kosmiczne, trwające łącznie 13 godzin i 17 minut.
Łącznie spędził w kosmosie 211 dni, 14 godzin i 11 minut. Opuścił NASA 30 września 2006.